# Castillo Formós
El castillo Formós (en catalán: castell Formós, que significa 'castillo hermoso'), también conocido como castillo de La Suda, fue un castillo andalusí (hisn) y, después, palacio de los condes de Urgel en la ciudad de Balaguer.

## Ubicación
El castillo se encuentra al lado del río Segre en la ciudad de Balaguer, al norte de la capital de la provincia de Lérida. Muy próximo al castillo está el pantano de San Lorenzo de Montgai. Se encuentra localizado aproximadamente en el centro geográfico de la provincia.

## Historia
En 897, Lubb ibn Muhámmad mandó construir el castillo o hisn de Balaguer, en el lugar donde estaba emplazado el asentamiento militar del Llano de Almatá.
Entre 1045 y 1082, Yúsuf al-Muzáffar hizo de la fortaleza un palacio, que se convirtió en residencia del gobernador.
En 1105 Armengol VII, conde de Urgel, conquistó Balaguer. Allí estableció la capital del condado, bautizándola castell Formós.
En el año 1413, el castillo fue destruido durante el asedio de Balaguer, en el contexto de la revuelta del conde de Urgel, cuando fue asaltado por las tropas de Fernando I de Aragón. Fue restaurado posteriormente.
Es Monumento Histórico Artístico desde 1988.